# Venla Hovi

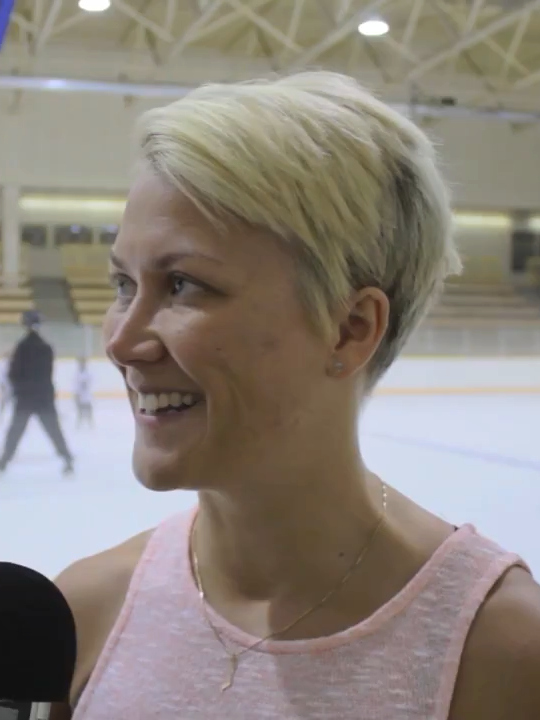
Venla Hovi

Venla Hovi, född den 28 oktober 1987 i Tammerfors i Finland, är en finländsk ishockeyspelare.
Hon tog OS-brons i damernas ishockeyturnering i samband med de olympiska ishockeytävlingarna 2010 i Vancouver.